# Jürgen Hehn
Hans-Jürgen Hehn (* 1. Oktober 1944 in Lauda) ist ein ehemaliger deutscher Fechter, der mit dem Degen zur Weltklasse gehörte. Er wurde deutscher Meister, Weltmeister und gewann zwei Silbermedaillen bei Olympischen Spielen.

## Leben
Jürgen Hehn focht für die 1954 gegründete Fechtabteilung des TSV Tauberbischofsheim. 1965 machte Hehn sein Abitur am Matthias-Grünewald-Gymnasium in Tauberbischofsheim. Nach 2-jährigem Grundwehrdienst begann er das Medizinstudium. Ab 1967 focht Hehn für den neu gegründeten Fecht-Club Tauberbischofsheim. Schon während seiner Karriere war er dabei als Arzt tätig. Der promovierte Mediziner war über 30 Jahre  Stützpunktarzt in Tauberbischofsheim und gehörte lange der medizinischen Kommission des DFB an, die er mehrere Jahre leitete.  Hehn ist außerdem Fechtmeister der Akademie der Fechtkunst Deutschland (5). Er war lange Jahre Aktivensprecher im DFB, Mitglied im Aktivenbeirat des Bundesausschusses Leistungssport (BAL) und auch Vizepräsident Jugendsport im DFB. (8) Er war immer wieder als Mannschaftsarzt bei Weltmeisterschaften, Europameisterschaften und Olympischen Spielen tätig, als Mitglied der Medizinischen Kommission der European Fencing Confederation (EFC) Turnierarzt bei Europameisterschaften.

## Erfolge
Bereits 1961 wurde Hehn Deutscher Mannschaftsmeister der Junioren im Degen zusammen mit Paul Neckermann, Peter Storz, Armin Ködel und Otto Lanig.
Bei der Fechtweltmeisterschaft 1973 gewann er mit der Degen-Mannschaft Gold, 1974 und 1975 jeweils Silber. Bei den Olympischen Spielen 1976 in Montreal stand er gemeinsam mit Alexander Pusch, Reinhold Behr, Volker Fischer und Hanns Jana im Finale des Mannschaftswettbewerbs, dort unterlagen sie aber dem schwedischen Team. Im Einzel verlor er im Degenfinale gegen seinen Tauberbischofsheimer Vereinskameraden Pusch knapp mit 5:4. Bei seiner ersten Teilnahme an den Olympischen Spielen 1972 war er im Einzel bis ins Viertelfinale vorgedrungen. 1970 gewann er mit der Degen-Mannschaft Gold bei der Universiade in Turin. Zeitweise war er Führender der Weltrangliste und gewann mehrere Weltcupturniere. Während seiner Fechtlaufbahn war Emil Beck sein Trainer. Hehn beendete seine Nationalmannschaftskarriere nach den Olympischen Spielen in Montreal 1976. Sein letzter großer sportlicher Erfolg war der erste Sieg des FC Tauberbischofsheim 1977 beim Europapokal im Degen in Heidenheim. (9)
Jürgen Hehn gelang es als letztem deutschen Fechter, bei der zunehmenden Spezialisierung auf eine Waffe, 1972 Deutscher Einzelmeister mit dem Degen und 1974 mit dem Florett zu werden.
Für seine sportlichen Erfolge erhielt er 1976 das Silberne Lorbeerblatt.